# Rafaëlle Carrier
Rafaëlle Carrier, née le 5 juin 2007 à Lac-Beauport, est un coureuse cycliste canadienne membre de l’équipe Arkéa-B&B Hotels.
En deux saisons en catégorie juniors, elle remporte un grand nombre de courses et championnats en cyclisme sur route, en cyclo-cross, et en VTT cross-country. Ainsi, elle est perçue comme une grande espoir du cyclisme canadien,.

## Biographie
Rafaëlle Carrier pratique le vélo depuis ses 5 ans et a aussi fait du ski alpin et du football avant de se concentrer pleinement sur le cyclisme.

### Carrière
En 2023, elle remporte le championnat du Canada de gravel juniors, à seulement 15 ans,,.
Durant l'hiver 2023-2024, elle est sacrée championne panaméricaine juniors. En Amérique du Nord, elle domine l'USCX Cyclocross Series juniors en remportant le classement général et cinq des huit manches de la compétition. Sur route, elle devient championne du Canada cadettes, tandis qu’elle termine deuxième du championnat du monde de cross-country juniors,.
Lors de la saison 2024-2025 de cyclo-cross, elle remporte la Coupe du monde en catégorie juniors ainsi que deux manches,. Puis en fin de saison, elle récupère la médaille de bronze lors du championnat du monde de cyclo juniors. Après cette belle saison, elle déclare qu’elle « ne pourrait demander mieux » car elle savait qu’elle pouvait « faire de bons résultats, mais peut-être pas gagner le général de la Coupe du Monde ».
En mai 2025, elle remporte deux étapes du GP de Charlevoix en catégorie U21 et se classe à la troisième position du classement général de la course. Un mois plus tard, elle est sacrée championne du Canada sur route juniors. Déjà en partenariat avec l'équipe Arkéa-B&B Hotels durant l'hiver,, elle signe un contrat de stagiaire avec la formation à partir d'août 2025,.

## Palmarès sur route

### Par année
- 2024
  -  Championne du Canada sur route cadettes
  - 3e du championnat du Canada du criterium juniors
- 2025
  -  Championne du Canada sur route juniors
  - 3e (contre-la-montre) et 4e étapes du Grand Prix cycliste de Charlevoix espoirs
  - 3e du Grand Prix cycliste de Charlevoix espoirs

## Palmarès en cyclo-cross

### Par saison
- 2023-2024
  -  Championne panaméricaine de cyclo-cross juniors
  -  Championne du Canada de cyclo-cross juniors
  - Vainqueure de l'USCX Cyclocross Series juniors
- 2024-2025
  -  Championne du Canada de cyclo-cross juniors
  - Vainqueure de la Coupe du monde juniors
  - 2e du championnat panaméricain de cyclo-cross juniors
  - 3e du championnat du monde de cyclo-cross juniors

## Palmarès en VTT

### Par année
- 2024
  - 2e du championnat du monde de cross-country juniors
  - 2e du championnat panaméricain de cross-country de relais mixte

## Palmarès en gravel

### Par année
- 2023
  -  Championne du Canada de gravel juniors